# Caleta Cecilia
Die Caleta Cecilia ist eine kleine Bucht an der Danco-Küste des Grahamlands auf der Antarktischen Halbinsel. Sie liegt nordöstlich des Waterboat Point an der Aguirre-Passage.
Wissenschaftler der 5. Chilenischen Antarktisexpedition (1950–1951) benannten sie nach der Tochter von Korvettenkapitän Francisco Suárez Villanueva, Zahlmeister bei dieser Forschungsreise.